# Grubbiaceae
Grubbiaceae је породица ендемичних биљака у јужној Африци. Обухвата пет врста жбуновитих биљака кожастог лишћа сврстаних у два рода.

## Опис
Представници су ксерофите биљке кожастог, једноставног лишћа. Латерално корење је без уочљивог ендодермиса. Цветови су хермафродитни.